# Acid3
Acid3 é uma suíte de testes de compatibilidade com padrões web (Web Standards) W3C com navegadores, com cem diferentes tipos de testes, sendo o sucessor do teste Acid2. Esse teste tem um nível muito alto de exigência aos navegadores em comparação com o seu antecessor. A sua escala vai de 1 a 100.
Em 26 de março de 2008, o Opera foi o primeiro navegador a atingir a marca dos 100/100 no teste Acid3. Porém no mesmo dia foi anunciado que o WebKit do Safari em desenvolvimento, conseguiu também com sucesso atingir a escala 100.
Desde abril de 2017, o teste diverge das últimas especificações, fazendo com que tanto o Chrome quanto o Firefox não atinjam a pontuação máxima.

## Especificações testadas
Abaixo está a lista de especificações testados:
- DOM2 Core
- DOM2 Events
- DOM2 HTML
- DOM2 Range
- DOM2 Style (getComputedStyle, …)
- DOM2 Traversal (NodeIterator, TreeWalker)
- DOM2 Views (defaultView)
- ECMAScript
- HTML4 (<object>, <iframe>, …)
- HTTP (Content-Type, 404, …)
- Media Queries
- Selectors (:lang,:nth-child(), combinators, dynamic changes, …)
- XHTML 1.0
- CSS2 (@font-face)
- CSS2.1 (’inline-block’, ‘pre-wrap’, parsing…)
- CSS3 Color (rgba(), hsla(), …)
- CSS3 UI (’cursor’)
- data: URIs
- SVG (SVG Animation, SVG Fonts, …)